# Colony 5
Colony 5 is een Zweedse futurepop/synthpop band die in 1999 opgericht werd. Aanvankelijk gestart als rustige synthpopband, ging zij gaandeweg over op het iets hardere geluid van futurepop.
Het oprichtingslid Magnus Löfdahl verliet de band in 2001, sindsdien is de band als Duo onderweg.
2006 won de band met de single Plastic World bij de Scandinavian Alternative Music Awards in de categorie "Best Song".

## Discografie

### Albums
- 2001: Lifeline
- 2003: Structures
- 2004: Colonisation
- 2005: Fixed (Refixed)
- 2008: Buried Again

### Singles
- 2001: Colony 5
- 2002: Follow your Heart
- 2003: Black
- 2005: Plastic World
- 2007: Knives